# 帕尔尼莱兰斯
帕尔尼莱兰斯（法語：Pargny-lès-Reims，法語發音：[paʁɲi lɛ ʁɛ̃s]，意为“兰斯附近的帕尔尼”）是法国马恩省的一个市镇，属于兰斯区。

## 地理
帕尔尼莱兰斯（49°13'10"N, 3°55'34"E）面积3.62 平方千米，位于法国大東部大區马恩省，该省份为法国东北部内陆省份，北起阿登省，西北接埃纳省，西南接塞纳-马恩省，南至奥布省，东南接上马恩省，东临默兹省。
与帕尔尼莱兰斯接壤的市镇（或旧市镇、城区）包括：布伊、库洛姆拉蒙塔涅、茹伊莱兰斯、莱梅讷、奥尔姆、圣厄夫赖斯和克莱里泽。

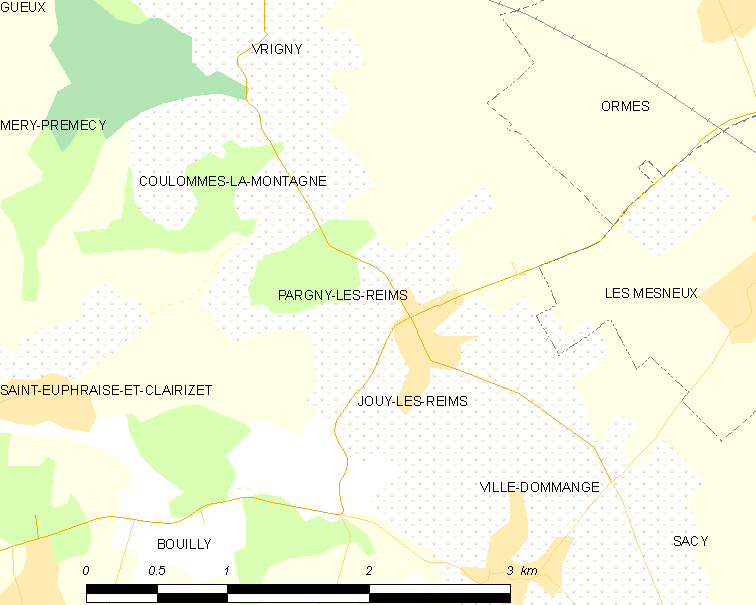
帕尔尼莱兰斯的OSM定位图

帕尔尼莱兰斯的时区为UTC+01:00、UTC+02:00（夏令时）。

## 行政
帕尔尼莱兰斯的邮政编码为51390，INSEE市镇编码为51422。

## 政治
帕尔尼莱兰斯所属的省级选区为菲姆-兰斯山县。

## 人口

1962-2008年间帕尔尼莱兰斯人口变化图示

帕尔尼莱兰斯于2022年1月1日时的人口数量为496人。